# Alhais
Alhais is een plaats (freguesia) in de Portugese gemeente Vila Nova de Paiva en telt 527 inwoners (2001).